# Valvtjärnen (Vibyggerå socken, Ångermanland)
Valvtjärnen är en sjö i Kramfors kommun i Ångermanland och ingår i Nätraån-Ångermanälvens kustområde.